# Сибирский государственный медицинский университет
Сибирский государственный медицинский университет (СибГМУ) — высшее учебное заведение медицинского профиля в Российской Федерации. Готовит специалистов в области биохимии, биофизики, медицинской кибернетики, лечебного дела, педиатрии, стоматологии, фармации, клинической психологии, сестринского дела и менеджмента..

## История
Медицинский факультет Императорского Томского университета (Томского государственного университета) 1888—1930
Начало развитию системы медицинского высшего образования в азиатской части России положило открытие в 1888 году Императорского Томского университета с единственным факультетом — медицинским.
Первыми профессорами университета стали Н. А. Гезехус (ординарный профессор по кафедре физики и физической географии), С. И. Залесский (возглавил кафедру химии в качестве ординарного профессора), Н. М. Малиев (экстраординарный профессор по кафедре нормальной анатомии), А. С. Догель (экстраординарный профессор по кафедре гистологии и эмбриологии и одновременно секретарь медицинского факультета), А. М. Зайцев (заведовал кафедрой минералогии и геологии в звании экстраординарного профессора), С. И. Коржинский (экстраординарный профессор по кафедре ботаники), Э. А. Леман (ординарный профессор по кафедре фармации и фармакологии), Н. Ф. Кащенко (экстраординарный профессор по кафедре зоологии и сравнительной анатомии).
За первые 25 лет существования университета на медицинский факультет поступили 3181 студент.
Томский медицинский институт 1930—1992
5 ноября 1930 года СНК РСФСР своим постановлением № 132 выделил из университета лечебный и вновь открытый санитарно-гигиенический факультеты в самостоятельный Томский медицинский институт, который в 1938—1956 гг. носил имя В. М. Молотова.
В институте насчитывалось 28 кафедр, работали около 150 слушателей, среди которых было 22 профессора и более 30 доцентов.
В 1935 г. ТМИ был отмечен в приказе НКЗ РСФСР в числе вузов, имевших высокие показатели в научно-исследовательской работе.
16 ноября 1938 года ТМИ было присвоено имя В. М. Молотова. Профессора С. А. Адамов, Н. В. Вершинин, А. А. Опокин и А. Г. Савиных в 1938 г. были награждены орденами.
В 1967 году Томский медицинский институт за заслуги перед производством кадров награждён орденом Трудового Красного Знамени.
За время существования вуза в нём сформировались ряд известных в мире научных школ. Здесь учились и работали ученые-физиологи А. А. Кулябко и Б. И. Баяндуров, патофизиологи П. М. Альбицкий, А. В. Репрев, П. П. Авроров, А. Д. Тимофсевский, Л. Ф. Ларионов, Д. И. Гольдберг, Е. Д. Гольдберг, хирурги Э. Г. Салищев, П. И. Тихов, В. М. Мыш, А. Г. Савиных, Г. В. Мухадзе, В. В. Пекарский, фармаколог Н. В. Вершинин, терапевты M.Г. Курлов, И. А. Кассирский, Д. Д. Яблоков, А. И. Нестеров, педиатр О. Д. Соколова-Пономарёва, анатомы Г. М. Иосифов, Д. А. Жданов, гистолог А. С. Догель, микробиолог С. П. Карпов, иммунолог Н. В. Васильев.
Сибирский государственный медицинский университет (с 1992)
28 февраля 1992 года Томский медицинский институт преобразован в Сибирский государственный медицинский университет (СибГМУ).
В рейтинге Минобрнауки РФ в течение многих лет СибГМУ входит в первую пятерку ведущих медицинских вузов страны. Из года в год отмечается неуклонный рост числа студентов, приезжающих учиться в СибГМУ из других регионов России, стран СНГ и дальнего зарубежья.
В СибГМУ работает центр довузовской подготовки для абитуриентов, центр последипломной подготовки. Действуют 3 диссертационных совета с правом присуждения ученой степени кандидата и доктора наук по 8 специальностям.
Ведущие ученые СибГМУ выступили инициаторами создания и являются руководителями ряда научно-исследовательских институтов, выполняющих системообразующую роль в регионе Сибири и Дальнего Востока в сфере научных исследований и специализированной, в том числе высокотехнологичной, медицинской помощи населению (среди них — НИИ фармакологии СО РАМН, НИИ кардиологии СО РАМН, НИИ онкологии СО РАМН, НИИ медицинской генетики СО РАМН, Томский филиал Федерального научного центра оториноларингологии). В СибГМУ работают 12 научно-педагогических и клинических школ российского и международного уровней, три из которых имеют государственный статус ведущих научных школ России.
В 2017 году СибГМУ получил статус медицинского опорного университета.
Отраслевой лидер в сфере здравоохранения и участник программы «Приоритет 2030».

## Рейтинги
СибГМУ представлен в следующих национальных и международных университетских рейтингах:
- Round University Ranking (29 место в РФ, 624 место в мире)[7];
- предметный рейтинг «Медицина» Round University Ranking (17 место в РФ, 505 место в мире);
- Московский международный рейтинг вузов «Три миссии университета» (34-41 место в РФ, 901—1000 место в мире)[8];
- «100 лучших вузов России» (RAEX) (59 место)[9];
- Предметные рейтинги вузов, направление «Медицина и здравоохранение» (10 место)[10];
- Webometrics Ranking of World Universities (99 место в РФ, 3 место среди медицинских вузов РФ);
- Национальный рейтинг университетов Интерфакс (53 место в РФ, 3 место среди медицинских вузов РФ)[11].

В 2021 году СибГМУ впервые вошел в международный рейтинг лучших университетов мира THE University Impact Rankings в группу 101—200 в категории «Укрепление здоровья и благополучия» и занял 4 место среди медицинских вузов РФ.

## Ректоры
- А. В. Ширшов (январь — декабрь 1931)
- В. Г. Крамаренко (1931—1932)
- Я. А. Теплоухов (февраль — ноябрь 1932)
- Тонконогов Павел Ананьевич (1932—1935)
- Розет Григорий Исаевич (1935—1938)
- Федотов Николай Петрович (1938—1939)[13]
- Азбукин Агафоник Павлович (1939—1940)[14]
- Владимиров Николай Прохорович (1940—1941)[15]
- Гольдберг Даниил Исаакович (1941—1943)[16]
- Жданов Дмитрий Аркадьевич (1943—1947)[17]
- Ходкевич Сергей Петрович (1947—1958)[18]
- Торопцев Иннокентий Васильевич (1958—1974)[19]
- Медведев Михаил Андреевич (1974—1997)[20]
- Новицкий Вячеслав Викторович (1997—2014)[21]
- Кобякова Ольга Сергеевна (2014—2020)[22][23]
- Куликов Евгений Сергеевич (с 2020)[24][25]

## Факультеты
Университет реализует 11 направлений подготовки уровня бакалавриата, специалитета, магистратуры
В составе СибГМУ — 4 факультета, 1 институт, 53 кафедры.
|                                            | Направления и специальности подготовки                               |
| 1. Лечебный факультет                      | Лечебное дело Стоматология                                           |
| 2. Педиатрический факультет                | Педиатрия                                                            |
| 3. Медико-биологический факультет          | Медицинская биохимия Медицинская биофизика Медицинская кибернетика   |
| 4. Фармацевтический факультет              | Фармация                                                             |
| 5. Институт интегративного здравоохранения | Клиническая психология Менеджмент Сестринское дело Социальная работа |

Имеется медико-фармацевтический колледж, мультипрофильный аккредитационно-симуляционный центр европейского уровня, Центральная научно-исследовательская лаборатория, крупный музейный комплекс, ряд экспонатов которого являются единственными в мире.
C первого января 2012 года в состав СибГМУ включен медико-фармацевтический колледж.